# 佩德羅文森特馬爾多納多縣
佩德羅文森特馬爾多納多縣（西班牙語：Cantón Pedro Vicente Maldonado），是厄瓜多爾的縣份，位於該國北部，由皮欽查省負責管轄，始建於1992年1月28日，面積620平方公里，海拔高度1,150米，2010年人口12,924，人口密度每平方公里20.85人。